# John Roberts (historiador)
John Morris Roberts Comendador de la Orden del Imperio Británico (CBE) (14 de abril de 1928 - 30 de mayo de 2003) fue un historiador británico. Vicerrector de la Universidad de Southampton entre 1979 y 1985, así como guardián del Merton College de la Universidad de Oxford entre 1985 y 1994. También fue reconocido como el autor y presentador de la serie de televisión de la BBC El triunfo de Occidente (1985).

## Biografía
Roberts nació en Bath, Inglaterra y estudió en la Taunton School. Ganó una beca para el Colegio Universitario Kebel de la Universidad de Oxford, donde se graduó con honores en historia moderna en 1948. Tras cumplir con el servicio militar, recibió una beca para el Magdalen College, Oxford, donde completó su tesis doctoral sobre la República Italiana nacida en la época de Napoléon Bonaparte (1802-1805).
En 1953 fue elegido profesor de historia moderna en el Merton College de la Universidad de Oxford y, en el mismo año, pasó como miembro de la Commonwealth Fund a las universidades estadounidenses de Princeton y Yale, donde amplió sus intereses de temas de estudio históricos. 
Regresó a los Estados Unidos en tres ocasiones como profesor visitante en la década de 1960. De 1979 a 1985 fue vicerrector de la Universidad de Southampton, donde se vio obligado a hacer recortes impopulares (Clásicos y Teología). En 1985 escribió y presentó la serie de trece capítulos El triunfo de Occidente para la cadena BBC. En 1997 fue asesor histórico de la serie documental Testigos de la historia. 
De 1985 a 1994 fue guardián del Merton College. Luego de esto se retiró a su condado natal, Somerset.
En 1996, Roberts fue nombrado Comendador (CBE) por sus «servicios a la educación y la historia». 
Murió en 2003, en Roadwater, Somerset, poco después de haber completado la cuarta edición revisada de su Historia del Mundo.
El mismo año de su muerte, se crea el Fondo John Roberts del Melton College de Oxford, con el objetivo de ayudar financieramente a estudiantes de pregrado y postgrado, con énfasis en los estudios de historia.